# Afroedura africana
Afroedura africana è una specie di geco del genere Afroedura. Vive in Namibia e in Sudafrica.